# Vojtěch Bludův
Vojtěch Bludův (14. Jahrhundert) war ein tschechischer Theologe.
Der Angehörige des Franziskanerordens studierte bis 1345 in Paris und war anschließend in Prag als Lektor des Ordenslehrinstituts tätig und erhielt auf Entscheidung des Papstes den Doktortitel zuerkannt.
Sein wichtigstes Werk war Leccio quod in veginti annis deberet venire Antichristus (1355). Die darin geäußerten Gedanken über die Wiederkehr des Antichristen beeinflussten stark die Meinung von Milíč z Kroměříže, Matěj z Janova und anderen böhmischen Philosophen und Theologen.